# Том Макінтош
Том Макінтош (англ. Tom Mackintosh; нар. 30 січня 1997) — новозеландський веслувальник, олімпійський чемпіон 2020 року.

## Виступи на Олімпіадах
| Олімпіада  | Дисципліна | Місце |
| ---------- | ---------- | ----- |
| Токіо 2020 | вісімки    | 1     |
| Париж 2024 | одиночки   | 5     |

## Зовнішні посилання
- Том Макінтош на сайті FISA.